# Edward Woodward
Edward Albert Arthur Woodward (Croydon, 1º giugno 1930 – Truro, 16 novembre 2009) è stato un attore britannico.

## Biografia
Dopo essersi diplomato alla Royal Academy of Dramatic Art, Woodward iniziò ad apparire in produzioni teatrali e continuò a recitare sul palcoscenico per tutta la sua carriera, sia nel West End di Londra sia a Broadway.
Salì all'attenzione in ambito televisivo nel 1967 per il suo ruolo da protagonista nella serie televisiva Callan, con la quale ottenne nel 1970 la vittoria ai British Academy Television Awards come miglior attore.
Per il cinema Woodward interpretò il ruolo del sergente di polizia Howie nel film The Wicker Man (1973) e il ruolo da protagonista nel film Esecuzione di un eroe (1980). A partire dal 1985 sino al 1989 interpretò, prodotta dalla CBS, il ruolo dell'ex-agente segreto britannico Robert McCall nella serie televisiva Un giustiziere a New York,
con la quale ottenne nel 1986 un Golden Globe come miglior attore in una produzione televisiva drammatica.

## Vita privata
Nel 1952 sposò l'attrice Venetia Barrett, da cui ebbe tre figli, Tim, Peter e Sarah, anch'essi attori. In seguito Woodward lasciò la moglie per l'attrice Michele Dotrice, da cui ebbe un'altra figlia, Emily, anch'ella divenuta attrice, nata nel 1983; la coppia si sposò nel 1987, un mese dopo il divorzio di Woodward dalla Barrett.
L'attore Edward Woodward, profondamente britannico, viveva principalmente a Padstow, facente parte della località turistica Hawker's Cove, in Cornovaglia. 
La sua casa era l'ex stazione di salvataggio per la zona marina. Possedeva anche una casa georgiana risalente al 1780, a Shepperton, dove si era trasferito nel settembre del 2008, da lui considerata come un rifugio perché c'era un grande salone che aveva trasformato in studio privato con biblioteca personale contenente tutti i ricordi della sua vita famigliare e artistica. Lui è la moglie erano appassionati collezionisti di antichità georgiane e vittoriane, la casa di Shepperton fu visitata, nel 2012, dai ladri che gli svaligiarono oggetti per un ammontare di 60.000 sterline (circa 47.500 euro valore al cambio dell'epoca).
Aveva anche una casa a Calstock, dove viveva presso The Old Rectory.
La famiglia Woodward affitta la casa di Padstow per le ferie.
Dopo aver subito due attacchi di cuore, uno nel 1987 (aveva dovuto sospendere la lavorazione  della serie Equalizer, poi ripresa dopo il riposo forzato) e uno nel 1994, Woodward morì nel 2009, al Royal Cornwall Hospital di Truro all'età di 79 anni, per una polmonite ed era affetto da un cancro alla prostata contro il quale lottava dal 2003.

## Filmografia

### Cinema
- Where There's a Will, regia di Vernon Sewell (1955)
- Inn for Trouble, regia di C.M. Pennington-Richards (1960) - non accreditato
- Becket e il suo re (Becket), regia di Peter Glenville (1964)
- Quel maledetto ispettore Novak (The File of the Golden Goose), regia di Sam Wanamaker (1969)
- L'assassino di Rillington Place n. 10 (10 Rillington Place), regia di Richard Fleischer (1971)
- Gli anni dell'avventura (Young Winston), regia di Richard Attenborough (1972)
- Il sanguinario (Sitting Target), regia di Douglas Hickox (1972)
- Incense for the Damned, regia di Robert Hartford-Davis (1972)
- The Wicker Man, regia di Robin Hardy (1973)
- Agente Callan, spara a vista (Callan), regia di Don Sharp (1974)
- Three for All, regia di Martin Campbell (1975)
- Stand Up, Virgin Soldiers, regia di Norman Cohen (1977)
- Esecuzione di un eroe (Breaker' Morant), regia di Bruce Beresford (1980)
- The Appointment, regia di Lindsey C. Vickers (1981)
- Chi osa vince (Who Dares Wins), regia di Ian Sharp (1982)
- Ritorno dall'inferno (Love Is Forever), regia di Hall Bartlett (1982)
- Champions, regia di John Irvin (1984)
- King David, regia di Bruce Beresford (1985)
- Mister Johnson, regia di Bruce Beresford (1990)
- The Abduction Club, regia di Stefan Schwartz (2002)
- Hot Fuzz, regia di Edgar Wright (2007)
- A Congregation of Ghosts, regia di Mark Collicott (2009)

### Televisione
- Armchair Theatre – serie TV, 2 episodi (1959-1967)
- Skyport – serie TV, 7 episodi (1959)
- ITV Television Playhouse – serie TV, 1 episodio (1959)
- Julius Caesar, regia di Stuart Burge – film TV (1959)
- Armchair Mystery Theatre – serie TV, 2 episodio (1960-1965)
- Inside Story – serie TV, 1 episodio (1960)
- You Can't Win – serie TV, 1 episodio (1961)
- Magnolia Street – serie TV, 1 episodio (1961)
- Emergency-Ward 10 – serie TV, 1 episodio (1961)
- Adventure Story – serie TV, 1 episodio (1961)
- ITV Play of the Week – serie TV, 2 episodio (1962-1964)
- Sir Francis Drake – serie TV, 1 episodio (1962)
- La parola alla difesa (The Defenders) – serie TV, 1 episodio (1964)
- The Troubleshooters – serie TV, 1 episodio (1965)
- Thirty-Minute Theatre – serie TV, 2 episodi (1966-1967)
- Dixon of Dock Green – serie TV, 1 episodio (1966)
- Callan – serie TV, 43 episodi (1967-1972)
- Trapped – serie TV, 1 episodio (1967)
- Il barone (The Baron) – serie TV, 1 episodio (1967)
- The Revenue Men – serie TV, 1 episodio (1967)
- Theatre 625 – serie TV, 3 episodi (1967)
- Sword of Honour – serie TV, 1 episodio (1967)
- Il Santo (The Saint) – serie TV, 1 episodio (1967)
- Detective – serie TV, 2 episodi (1968-1969)
- ITV Playhouse – serie TV, 3 episodi (1968-1980)
- Sherlock Holmes – serie TV, 1 episodio (1968)
- Mystery and Imagination – serie TV, 1 episodio (1968)
- BBC Play of the Month – serie TV, 2 episodi (1969-1971)
- The Root of All Evil? – serie TV, 1 episodio (1969)
- Omnibus – serie TV documentario (1969)
- The Bruce Forsyth Show – serie TV, 1 episodio (1969)
- The Edward Woodward Hour – serie TV, 2 episodi (1971)
- Play for Today – serie TV, 1 episodio (1971)
- 2nd House – serie TV, 1 episodio (1974)
- Armchair Cinema – serie TV, 1 episodio (1975)
- 1990 – serie TV, 16 episodi (1977-1978)
- The Bass Player and the Blonde – serie TV, 1 episodio (1978)
- Saturday, Sunday, Monday, regia di Alan Bridges – film TV (1978)
- Nice Work – serie TV, 6 episodi (1980)
- Blunt Instrument, regia di Peter Cregeen – film TV (1980)
- Le sconfitte di un vincitore: Winston Churchill 1928-1939 (Winston Churchill: The Wilderness Years) – miniserie TV (1981)
- Wet Job, regia di Shaun O'Riordan – film TV (1981)
- Chronicle – serie TV documentario (1981)
- Sunday Night Thriller – serie TV, 2 episodi (1981)
- A Christmas Carol, regia di Clive Donner – film TV (1984)
- Killer Contract, regia di James Omerod – film TV (1984)
- Un giustiziere a New York (The Equalizer) – serie TV, 88 episodi (1985-1989)
- La spada di Merlino (Arthur the King), regia di Clive Donner – film TV (1985)
- Uncle Tom's Cabin, regia di Stan Lathan – film TV (1987)
- Alfred Hitchcock presenta (Alfred Hitchcock Presents) – serie TV, 2 episodi (1988)
- Codename: Kyril – miniserie TV (1988)
- Memories of Manon, regia di Tony Wharmby – film TV (1989)
- L'uomo dall'abito marrone (The Man in the Brown Suit), regia di Alan Grint – film TV (1989)
- Over My Dead Body – serie TV, 11 episodi (1990-1991)
- Hands of a Murderer, regia di Stuart Orme – film TV (1990)
- In Suspicious Circumstances – serie TV, 39 episodi (1991-1996)
- Common As Muck – serie TV, 12 episodi (1994-1997)
- Deadly Advice, regia di Mandie Fletcher (1994)
- Christmas Reunion, regia di David Hemmings – film TV (1995)
- The Shamrock Conspiracy, regia di James Frawley – film TV (1995)
- Harrison - Il caso Shamrock, regia di James Frawley – film TV (1996)
- I viaggi di Gulliver (Gulliver's Travels), regia di Charles Sturridge – miniserie TV (1996)
- The House of Angelo, regia di Jim Goddard (1997)
- CI5: The New Professionals – serie TV, 13 episodi (1999)
- Crusade – serie TV, 1 episodio (1999)
- Marcie's Dowry – cortometraggio (2000)
- Messiah – miniserie TV (2001)
- Dark Realm – serie TV, 1 episodio (2001)
- Nikita – serie TV, 4 episodi (2001)
- Night Flight, regia di Nicholas Renton – film TV (2002)
- Kate & Emma - Indagini per due (Murder in Suburbia) – serie TV, 1 episodio (2004)
- Where the Heart Is – serie TV, 1 episodio (2005)
- First Landing, regia di Cristobal Krusen – film TV (2007)
- Five Days – serie TV, 4 episodi (2007)
- The Bill – serie TV, 2 episodi (2008)
- EastEnders – serie TV, 6 episodi (2009)